# オプション取引
オプション取引（オプションとりひき）は、オプションを売買する取引のこと。選択権取引（せんたくけんとりひき）とも。
オプション（英: option）は、金融商品のデリバティブの一種であり、ある原資産について、あらかじめ決められた将来の一定の日または期間において、事前に定めた権利行使価格で取引できる権利のこと。買い手は権利を行使してもしなくても良い。
原資産のある指標が事前に定めた数値よりも上昇もしくは下落した際に、オプション料の対価として、買い手から売り手にその変動リスクを引き渡す仕組みのため、保険のような機能がある。金融機関や保険会社はオプションを保険のような金融商品として販売している。

## 概要
オプションとはある目的物（原資産という）を、一定期間後の特定日（清算日）か、あるいは種類によってはそれ以前で条件が満たされた時点で権利を行使し、特定の価格で買えるまたは売れる権利をいう。原資産を買う権利についてのオプションをコールオプション、売る権利についてのオプションをプットオプションと呼ぶ。
オプション取引とは、このオプションという権利を売り・買いする取引のことを指す。オプションを取得する買い手はオプション料（プレミアム）をオプションの設定者（売り手）に支払い権利を収得する。コールオプションを買った場合、原資産の市場価格が上がるほど利益は無制限に発生する可能性がある一方、市場価格が下がって買い手にとって不利となった場合は原資産を買う権利の行使を放棄できるため、リスク（損失）は常に支払うオプション料に限定されている。オプションを設定する売り手は取引所が指定する一定量額（証拠金）を差し入れオプションを設定し、これを販売することでオプション料（プレミアム）を買い手からあらかじめ受け取る。コールオプションの売り手は約定時点でプレミアムを受け取ることができ、利益はこの受け取ったプレミアム限定される。一方、売り手は買い手の権利行使には必ず応じなければならず、リスク（損失）は無制限に発生する可能性（危険性）がある。原資産の市場価格が差し入れた証拠金の額を超えた時点で追加証拠金の積み増し（追い証）か強制決済が求められることになる。逆にプットオプションの場合、原資産の市場価格が下がるほど買い手の利益となり、売り手の損失が大きくなる。

### 取引の例
現在、金1トロイオンス(oz)の現物価格が10万円であるとする。投資家Aは金価格の上昇を予想し、投資家Bは下落を予測した。
取引の成立
AはBより、「1年後、金1ozを、10万円で購入する権利」を1万円で買った。この場合
- 原資産 ： 金1oz
- 購入する権利 ： コール・オプション
- 権利行使日 ： 1年後の同日
- 権利行使価格 ： 10万円
- オプション料（プレミアム） ： 1万円

となる。
オプションの価値
その後、金塊の現物価格が13万円になったとすると「10万円で購入する権利」には、差額の3万円分の価値があることになる。期日前でも、Aはこのオプションを相当額で他者に転売することもできる。ただ実際には残り時間や値動きなどが関係してくるため、厳密なオプション価格の算出には複雑な計算がいる。
取引の終了
- 1年後に、金の現物価格が10万円以下であった場合。
金の現在の市場での現物価格が8万円や9万円であるなら、金塊を10万円で買える権利には価値がない。そのためAはオプションを権利行使せず権利放棄する。オプション料の1万円は、Aの損失、Bの利益として確定する。
- 金塊の現物価格が、10万円超であった場合。
Aは、オプションを権利行使して、Bより金塊を10万円で購入し、市場にて現物価格で売却して、差額分の利益を得る。
Bは、手元に金塊がない場合、金塊を市場から現物価格で購入し、Aに10万円で引き渡す義務を負う。差額分はBの損失である。

AとBの最終的な収支は、オプション料の1万円と売却損益を差し引きした額である。したがって、金塊の現物価格11万円が、この取引の損益の分岐点である。注意すべきは、Aの損失の限度が1万円であるのに対し、Bの損失には限度がないことである。例えば金塊の現物価格が20万円になっていた場合、Bの損失は9万円にまで膨らむ。オプションの売りがリスクテイクと言われるのは、このためである。

### 保険のような機能
オプション取引には、オプション料を支払えば原資産の値上がり/値下がりによる損失を回避できる性質があり、第一の機能はリスクヘッジである。コール・オプションの購入は値上がりリスク、プット・オプションの購入は値下がりリスクの回避に使用する。オプションの買い手から売り手へオプション料の対価としてリスクが引き渡されている。
上の例で説明すると、Aは例えば金の実需家である、宝飾品の製造会社などである。同社は金を購入して金製品を製造しているが、金価格がどれほど高騰しても、業務のためには金の地金を購入しなくてはならない。そこでオプション料を払い、金のコール・オプションを購入する。そして1年後に金価格が倍になっていても、同社はこのオプションを行使し、契約時に決めた価格で金地金を入手することができる。金価格が値下がりすればオプション料は掛け捨てとなるが、それはビジネス上の保険料というわけである。
航空燃料オプションと航空会社、大豆オプションと食品会社などにもこの関係が成り立つが、むしろ現在オプションの最大の取引対象分野は金融取引であり、金利や外国為替の変動リスクをヘッジするために大量に利用されている。同様のヘッジ機能を持つ先物取引やスワップ取引と組み合わせ、複雑なポジションを構築することもできる。

## 原資産
原資産が株式であれば株式オプション、金利であれば金利オプション、通貨であれば通貨オプションという。原資産として、このような物が扱われている。
- 株式・株価指数・上場投資信託
- 債券・金利
- 外国為替
- 暗号通貨
- 天候
- エネルギー・電力
- 貴金属・卑金属
- 農産物・畜産物
- 不動産

原資産は現物ではなく先物の場合もあり、それを先物オプション（futures options）と言う。
原資産がスワップ取引であるものをスワップションという。権利行使日に一定条件のスワップ取引を行うことができる権利を売買する取引である。
ストックオプションは株式オプションのことであるが、日本語でストックオプションという場合は、経営者や従業員に対して支払われる報酬の一種のことを指す。

## 種類

### 権利行使の形態による種類
コールオプション
原資産を権利行使価格で買う権利のオプション
プットオプション
原資産を権利行使価格で売る権利のオプション
プットオプションを行使された場合は、売り手は対象原資産を必ず権利行使価格で買い取らなくてはならない。

### 権利行使の期日による分類
オプションは、権利行使のできるタイミングに着目すると、次の3つのタイプに分類できる。
ヨーロピアン・タイプ
権利行使日のみに権利行使が可能である。
アメリカン・タイプ
取引日から権利行使の最終日までいつでも権利行使が可能である。
バミューダン・タイプ
あらかじめ複数の権利行使日が設定されており、そのうちのいずれかの日において権利行使が可能である。名前の由来は、バミューダ諸島がヨーロッパとアメリカの中間に位置することによる。

### オプションの種類
オプションには、大まかに次のような種類がある。※市場により、語彙や説明が異なることがあるので注意
- バニラ・オプション（vanilla option）やプレーン・バニラ・オプション（plain vanilla option）やノン・エキゾチック・オプション（non-exotic option） - 通常のオプション。
- エキゾチック・オプション（exotic option） - 通常のオプションに色々な付加的な条件を設定したもので、以下のようなものがある。
  - ノックイン・オプション - 特定の期間内または特定の期日に或る価格に達するなどの条件を満たした場合に有効になる。
  - ノックアウト・オプション - 特定の期間内または特定の期日に或る価格に達するなどの条件を満たした場合に無効になる。
  - バリアー・オプション（barrier option)
    - ノックアウトオプション（knock-out option)
    - ノックインオプション（knock-in option)

  - バイナリーオプション（binary option）やデジタルオプション（digital option） - 満期日に特定の条件を満たすと決められた価値を持つ。[6]
    - キャッシュ・オア・ナッシング（cash-or-nothing)
    - アセット・オア・ナッシング (asset-or-nothing)
    - ラダー・オプション（ladder option）
    - レンジ・オプション（range option）
    - タッチ・オプション（touch option）

### 金利オプションの種類
キャップ
変動金利に対して、支払金利の上限を設定することができるオプション取引である。
フロア
変動金利に対して、受取金利の下限を設定することができるオプション取引である。
カラー
変動金利に対して、上限金利と下限金利を設定することができるオプション取引である。カラーは、キャップとフロアの組み合わせで合成される取引である。
カラーの購入＝キャップの購入＋フロアの売却
カラーの売却＝キャップの売却＋フロアの購入

### カバードワラント
カバードワラントは証券化された一種のオプションであり、個別株・株価指数・原油などの種類がある。ただし売りから取引を開始することはできない。

## 市場
日本で代表的なオプション取引の市場は大阪取引所で取引される日経225オプション取引である。大阪取引所では、他にも個別株、債券、貴金属、ゴム、農産物などのオプション取引が扱われている。
アメリカでは、シカゴ・マーカンタイル取引所（CME）やインターコンチネンタル取引所（ICE）などで様々な商品が取引されている。ニューヨーク・マーカンタイル取引所（NYMEX）では、チーズ、バター、卵を取引していたが、プラチナ、パラジウム、及びエネルギー（原油、ガソリン、等）これらのオプションに重点を変えた。
外国為替オプションは、日本においては、銀行と企業間などでの取引は多いが、個人投資家が売買する場合はいくつかの日本の証券会社は店頭デリバティブ取引として扱っていて、市場デリバティブ取引を行いたい場合は、アメリカなどの証券会社からアメリカの市場を使用すると良い。

## 価格
オプションの買い手が、売り手に支払うオプションの取得対価は、プレミアムやオプション料やオプション価格と呼ばれる。価格は下記のような多くの要因で日々変動する。
プレミアムは、オプションを現時点で行使した場合の利益（本質的価値）と、現時点から将来の権利行使日までの利益に対する、期待可能性（時間的価値）の和で表される。
プレミアム ＝ 本質的価値 ＋ 時間的価値

### 時間的価値と本質的価値
権利行使日までの残存日数が長いほど時間的価値が高い。時間的価値は、権利行使日までの残存日数が長いときはゆっくりと減り、権利行使日に近づく（およそ1か月以内）と急激に減る。イン・ザ・マネーのオプションには本質的価値がある。アット・ザ・マネーやアウト・オブ・ザ・マネーのオプションの本質的価値は0である。イン・ザ・マネーのオプションの本質的価値は、原資産価格とオプションの権利行使価格との差の絶対値である。オプションの価格から本質的価値を引いた額がオプションの時間的価値である。つまり、オプションの価格は時間的価値と本質的価値との和である。
本質的価値が時間的価値に比べてとても大きい場合は、オプション取引は原資産取引と変わらなくなってしまい、それならば原資産を取引した方が通常は良い。原資産の価格変動がそのままオプションの価格変動になるので、ギリシャ指標のΔは±1になる。

### モデル
プレミアムの価格設定のために用いられるのが、オプション評価モデルであり、ヨーロピアンオプションに対して1973年に発表されたブラック-ショールズ方程式などがある。算出式はきわめて複雑で、計算方法を確立した数学者がノーベル賞を受賞している。
他には格子モデルの二項価格評価モデルがある。

### 原資産価格と権利行使価格の関係
イン・ザ・マネー（in the money, ITM）
コールオプションの場合は 原資産価格 ＞ 権利行使価格、プットオプションの場合は 原資産価格 ＜ 権利行使価格 の状態を指す。本質的価値が存在する。例えば原資産価格15,500円のとき、権利行使価格15,000円のコールオプションは差額の500円をすでに価値として持っている。これを本質的価値という。
アウト・オブ・ザ・マネー（out of the money, OTM）
コールオプションの場合は 原資産価格 ＜ 権利行使価格、プットオプションの場合は 原資産価格 ＞ 権利行使価格 の状態を指す。本質的価値が存在しない。例えば原資産価格15,500円のとき、権利行使価格15,000円のプットオプションは本質的価値はない。しかし実際にはいくらかのプレミアムがつく。これはSQ算出日まで日数があるためで、これを時間的価値という。いわば期待値である。
アット・ザ・マネー（at the money, ATM）
原資産価格が権利行使価格付近にある状態をアット・ザ・マネーという。原資産価格と権利行使価格がちょうど等しいとき、時間的価値は最大である。
オプションを有する者は、権利行使日に権利行使価格が原資産価格よりも有利な状態であるイン・ザ・マネー（英: in the money, ITM）ならば権利を行使し、原資産価格よりも不利な状態であるアウト・オブ・ザ・マネー（英: out of the money, OTM）ならば権利を放棄し原資産価格で取引を行うことができる。権利行使価格と原資産価格が等しい状態はアット・ザ・マネー（英: at the money, ATM）と呼ばれる。

### 価格を決める要素
価格は実際には買い方と売り方の需給で決まるのであるが、理論的には以下の要素で決まる。
- 原資産価格：原資産の価格が上がるとコール・オプションの価格は上がり、プット・オプションの価格は下がる。原資産の価格が下がると、コール・オプションの価格は下がり、プット・オプションの価格は上がる。
- 権利行使価格：コールもプットもアウト・オブ・ザ・マネー（OTM）ならば権利行使価格に近づくほど高くなる。逆に権利行使価格から離れるほど低くなる。イン・ザ・マネー（ITM）に入ると逆になる。
- SQ算出日までの時間：SQ算出日までの時間があればあるほど、原資産が権利行使価格に達する確率が高くなるので、コール・プットともに高くなる。
- 無リスク金利
- 原資産の配当
- インプライド・ボラティリティ (IV)：ボラティリティとは、原資産の変動の激しさの度合いである。インプライド・ボラティリティ（予想変動率）は、オプションの行使の可能性と連動すると考えられており、インプライド・ボラティリティが高くなるとオプションの価格は上がり、インプライド・ボラティリティが下がるとオプションの価格は下がる。これ以外の上記要素とボラティリティでプレミアムの理論価格が決定される。逆に上記要素を考慮し、プレミアムから逆算した値がインプライド・ボラティリティである。これは投資家が予測している今後の原資産の変動の激しさの度合いといえる。過去の原資産の変動の度合いは「ヒストリカル・ボラティリティ」と呼んで区別する。

先物取引の場合は、このうち、原資産価格、無リスク金利、原資産の配当の3つにより価格が決まる。

## リスク
- オプションの買い方は、原資産価格が思惑通り動かなかった場合、投資金額の全額を失うことがある。ただし、損失は投資金額に限定される。
- オプションの売り方は、原資産価格が思惑と逆の方向に大きく動いた場合は多額の損失をこうむる場合がある。コール・オプションの場合、損失額は無制限である。

オプション取引におけるポジション全体のリスクは、シナリオマトリクス法、モンテカルロ法、ストレステストなどで評価されるのが一般的である。
シナリオマトリクスは、原資産価格、IV、残存時間等、オプション価格に与えるパラメータを変動させたマトリクスである。日経平均オプション取引で採用されているSPAN証拠金は、16のシナリオで、ポジションのリスク評価を行っている。

## 歴史
紀元前6世紀、ギリシャのサモス島にタレスという学者がいた。彼は数学や天文学に通じ、紀元前585年に起きた日食を予言したと言われるが、貧乏をしていたので、ある者が「お前のその学問は、いったいなんの役に立つのか」と罵った。そこでタレスは学問で実際に金を稼いでみせようと出かけていって、島の特産であったオリーブから油を搾る石臼を持っている男にいくらか金を払い、オリーブの収穫期に臼を借りる予約をした。数か月後、その年のオリーブは大豊作になり、島の石臼はのこらず必要になった。タレスは石臼を高値で又貸しして利益を得たという。これが世界史上初のオプション取引とされる。
その後、オプション取引が歴史上に確認できるのは17世紀中頃のことで、この当時オランダではチューリップの球根を対象にオプション取引が活発に行われていた（チューリップ・バブル）。1637年にオランダが経済不況に陥ったのは、チューリップ価格の急騰でコール・オプションを大量に売っていた業者が支払不能となったことが発端だったと伝えられている。
17世紀末にはロンドンで株式と商品のオプションが始まった。開始当初はオランダのチューリップ球根のオプション騒動から反対が多く、商品などのオプション取引は1733年に取引禁止となり、オプション取引がアメリカで登場するのは、それよりおよそ100年後の18世紀末のこととなる。
アメリカにおけるオプション取引の歴史は、南北戦争前の1790年代に株式のオプション取引が始まり、19世紀にはすでにシカゴで取引された時代もあったが、1982年になって商品先物取引委員会(Commodity Futures Trading Commission, CFTC)の厳格な規制のもとで初めて制度化され、先物業界の中に大きな地位を占めることとなった。当初、現在バニラ・オプションまたはプレーンと呼ばれるオプションのみが存在していたが、その後エキゾチック・オプションが開発され、1990年代に市場に浸透していった。
日本においては、1982年10月に砂糖、金、財務省証券で先物オプション取引がスタートして以来、大きな発展をとげ、現在では主要通貨から債券、金利、株価指数、穀物、畜産、ソフト、石油製品、通貨など取引対象は多岐にわたる。
今日、世界の政治経済が不安定さを増すことで株価や商品の価格は激しい変動を余儀なくされており、オプション取引の真価が発揮される時代となっている。オプション取引は一般投資家及び機関投資家から厚い信頼を得て、世界的なスケールで行われている。

### 日本の米相場
かつて、国内で現行のオプション取引と類似取引で予約期間が2日半が期限である天目下目（メガネ）が株式市場において新潟米穀株式取引所など、新潟と長岡の株式取引所で行われていた。米においても新潟県の取引所で予約売買の上米下米通称三等五等といわれた取引が行われていた。上下米の予約期間は2日半が期限。又カリ．ハシゴと称し主として場外の正米仲間間で行われていた取引もあった。
天下目や上下米は 明後日正午がアイサツ（期限）で アイサツ相場=天下目の契約期限の標準値段、天目=買予約 、下目=売予約、ナガレ=手金（現在でいうプレミアム料に相当）を売り方が受け取るという取引であった。上下米取引においては手金は100石につき2円（昭和8年当時）であった。天下目取引は新東など当時の花形銘柄が上場されていた。

## ギリシャ指標
fをオプションの価格、Sを原資産の価格、σをボラティリティ、tを時間とした時に、以下のように定義される。
{\displaystyle {\begin{aligned}\Delta &={\frac {\partial f}{\partial S}}\\\Gamma &={\frac {\partial ^{2}f}{\partial S^{2}}}\\\mathrm {K} &={\frac {\partial f}{\partial \sigma }}\\\Theta &={\frac {\partial f}{\partial t}}\end{aligned}}}
以下の関係性が成立する。
{\displaystyle df=\Delta dS+{\frac {1}{2}}\Gamma dS^{2}+\mathrm {K} d\sigma +\Theta dt}
Δ（デルタ）
原資産価格が1上昇する時、プレミアムが上昇する割合。コールならば正の、プットならば負の値である。また絶対値は、OTMで権利行使価格から離れるほど低くなり、ATMでほぼ0.5となり、ITMに入ると1に近づくが、1以上になることはない。
しかし、例えばデルタ0.2のコールは原資産が100円上昇すれば100×0.2で20円上昇するはずだが、実際そうはならない。後述のガンマによりデルタ自体が変化するからである。なおデルタは権利行使される確率も表している。
Γ（ガンマ）
原資産価格が1上昇する時、デルタが上昇する割合。常に正の値でATMで最大である。
κ（カッパ）もしくはベガ
インプライド・ボラティリティ (IV) が1上昇する時、プレミアムが上昇する割合。常に正の値でATM付近で最大になる。またSQ算出日までの日数の長いものほどベガは大きくなる。
Θ（セータ）もしくはシータ
1日の時間の経過により失われるオプション・プレミアム。常に負の値。原資産価格が変わらなければSQ算出日に近づけば近づくほど権利行使できる確率が少なくなるため。このように、オプション・プレミアムが時間の経過と共に小さくなっていくことを「タイム・ディケイ」という。
なお、オプションの買いの時はギリシャ指標の値に枚数を、売りの時は枚数×(-1)を、それぞれかける。

## 多種多彩なオプション戦略
オプション取引はオプション同士、または原資産とオプションを組み合わせることによって、幅広い戦略をとることが可能である。

### 基本4類型
ロング・コール（コールの買い）
短期間で原資産価格が大きく上昇した場合に利益になる。利益の額は無制限、損失はプレミアムに限定される。
ショート・コール（コールの売り）
短期間で原資産価格が大きく上昇しない限り利益になる。利益の額はプレミアムに限定され、損失は無制限。
ロング・プット（プットの買い）
短期間で原資産価格が大きく下落した場合に利益になる。利益の額は無制限、損失はプレミアムに限定される。
ショート・プット（プットの売り）
短期間で原資産価格が大きく下落しない限り利益になる。利益の額はプレミアムに限定され、損失は無制限。
注：より正確には、ロング・プットの利益とショート・プットの損失は、無限ではなく原資産の価値がゼロあるいは最低値になった場合を限界とする。

### コンビネーション
同じ限月のコールとプットを組み合わせる戦略で、ストラドルは同一権利行使価格のオプション組み合わせ、ストラングルは異なる権利行使価格の組み合わせ戦略。
ロング・ストラドル
同じ権利行使価格のコールとプットを買うポジション。原資産価格が上下どちらであっても大きく動けば利益になるが、比較的投資金額が大きい。行使価格10,000円のコールを375円、プットを360円で買った場合、プレミアム費735円を越える価格帯（損益分岐点10,735以上あるいは9,265以下）で利益が発生する。逆に10,000円に近づくほど損失が生じ、10,000円ではすべて損失になる。
ショート・ストラドル
同じ権利行使価格のコールとプットを売るポジション。原資産価格がある一定の範囲に収まれば利益になる。行使価格10,000円のコールを375円、プットを360円で売った場合、プレミアム収入735円を越える価格帯（損益分岐点10,735以上あるいは9,265以下）で損失が発生する。損失額は無限定（青天井）。逆に上下735円幅におさまる限りプレミアム収入に利益が生じ、10,000円ですべて利益になる。
ロング・ストラングル
OTMのコールとプットを買うポジション。原資産価格が上下どちらであってもかなり大きく動かないと利益にならないが、比較的投資金額が小さい。仮に10,000円近辺の相場で行使価格11,000円のコールを55円、9,000円のプットを80円で買った場合、プレミアム費用は135円に限定されるが、相場が11,135円ないし8,865円を越えて大幅に変動した場合利益が発生する（例えば12,000円になった場合+865円）。
ショート・ストラングル
OTMのコールとプットを売るポジション。ショートストラドルと比べて利益は小さいが、原資産価格の許容範囲が広い。オプション取引で最も安定して収益を上げることができる戦略といわれる。仮に10,000円近辺の相場で行使価格11,000円のコールを55円、9,000円のプットを80円で売った場合、プレミアム収入は135円、相場が損益分岐点8,865円から11,135円の範囲を越えない場合は利益が発生し9,000-11,000範囲におさまればすべて利益となるが、それを越えた場合の損失額は無限定（青天井）。必要証拠金に対して得られるプレミアム収入はすくないが、市況が安定している場合には確実な利回りが想定できる。

### スプレッド
同種類のオプションを異限月や異権利行使価格で組み合わせる戦略。
バーチカル・スプレッド
同じ限月で権利行使価格の異なるコールの売りと買い、プットの売りと買いのポジション。
デビットスプレッド
ATMに近いコールの買いと遠いコールの売りを組み合わせる。プットについても同様。基本的に前者は相場上昇で、後者は相場下落で利益になるが、利益・損失ともに限定される。
クレジットスプレッド
ATMに近いコールの売りと遠いコールの買いを組み合わせる。プットについても同様。基本的に前者は相場下落で、後者は相場上昇で利益になるが、利益・損失ともに限定される。
レシオスプレッド
デビットスプレッドでATMから遠めのコールまたはプットを、近めのものより2倍以上枚数を多く売る戦略。コールレシオスプレッドの場合、相場がほどほどに上昇した場合利益となるが、行き過ぎた上昇は逆に損失となる。いっぽう相場が横横ないし下落した場合の損益は当初の(売りの受取額)-(買いの支払額)となる。利益限定で損失無限大。
バックスプレッド
クレジットスプレッドでATMから遠めのコールまたはプットを、近めのものより2倍以上枚数を多く買う戦略。プットバックスプレッドの場合、原資産がほどほどに下落し、IV上昇によりガンマロングにならない場合損失となるが、行き過ぎた下落によりIVが暴騰し、ポジション全体でガンマロングとなるまたはIV×ベガ分の利益が得られた場合は利益になる。いっぽう原資産が横横ないし上昇した場合の損益は当初の(売りの受取額)-(買いの支払額)である。利益無限大で損失限定。

ホリゾンタル・スプレッド
権利行使価格が同じで、限月が異なるオプションの買と売りを組み合わせるポジション。
カレンダー・スプレッド
期先のオプションを買い、期近のオプションを売る。タイム・ディケイの違いを利用してセータを取る。または、高い期近のIVを売り、低い期先のIVを買うことによりIV間のサヤをとる戦略である。
リバース・カレンダー・スプレッド
期近のオプションを買い、期先のオプションを売る。

ダイアゴナル・スプレッド
異限月・異権利行使価格のオプションを組み合わせたスプレッドである。

### 原資産との組合せ
カバード・コール
原資産の買いとコールオプションの売りの組み合わせ。
カバード・プット
原資産の売りとプットオプションの売りの組み合わせ。

## 取引戦略
オプションの性質から、さまざまな取引戦略を取ることができる。オプションというものをどのように捉えるかで、以下の4つのパターンに分類することができる。
1. 原資産の取引のリスクヘッジとしてオプションを用いる場合（カバード・コール、カバード・プット）
原資産取引のポジションと逆になるようにコールまたはプットを買って、予想が外れた場合の損失を限定しようとするもの。（オプションの売りでは、カバード・コールと言う手法は存在するが、十分なプレミアムを貰わなければ、利益が限定されるため、ヘッジとして十分に機能しないので、プレミアムが高いところでヘッジする。）
2. 株などと同じように、オプションを単独で売買して利益を狙う場合（コール、プットの買いまたは売り）
3. 同一限月で権利行使価格の異なるコールやプットの買いや売りを組み合わせてポジションを組む場合（バーティカル・スプレッド）
ポジションの組み方には多数の種類があり、ストラドル、ストラングル、などの名前が付いている。原資産価格があまり動かない場合にのみ利益が得られる組み方と、逆に原資産価格が大きく動いた場合にのみ利益が得られる組み方とがある。
4. 異なる限月のオプションの買いと売りとを組み合わせて一種の鞘取りを行う場合（ホリゾンタル・スプレッド、カレンダー・スプレッド）

- 1.はオプション本来の使用法である。
- 3.はオプション独特の取引で、原資産価格が上昇するか下降するか（方向）を予測するのではなく、現状からどの程度動くか（程度）を予想して行うものである。予想した程度の範囲に収まれば、どちらの方向に動いても利益が得られる。ポジションの組み方によっては原資産の価格が全く動かない場合でも利益を得られることがあるという点[注 1]は、他の商品取引にはない大きな特徴である。最もオプションらしい取引とも言える。
  - これらの戦略においては、決済日まで持ち越す場合と、決済日前に反対売買してしまう場合とがある。
- 3.・4.ともに、各銘柄のインプライドボラティリティ（IV）のサヤを取る手法もある。この場合は、決済日前に決済することが一般的である。

単純に売り・買いに注目して分類すれば、以下のような分類を行うこともできる。

### 売り戦略
- コール・オプションの売り
- プット・オプションの売り
- クレジット・スプレッド
- ストラドルの売り
- ストラングルの売り
- コンドルの売り
- LEAPSのプット・オプション売り
- カバード・コールの売り
- バタフライの売り

### 買い戦略
- コール・オプションの買い
- プット・オプションの買い
- ストラドルの買い
- ストラングルの買い
- コンドルの買い
- バタフライの買い
- ゼロ・コスト・オプションの買い

### その他の戦略
- ブル・コール・スプレッド
- ブル・プット・スプレッド
- ベア・コール・スプレッド
- ベア・プット・スプレッド
- カレンダー・スプレッド
- ダイアゴナル・スプレッド
- リバース・カレンダー・スプレッド
- ストラングル・スワップ